# Phát xít Ý
Nước Ý Phát xít (tiếng Ý: Italia fascista) là thời kỳ Vương quốc Ý được nằm dưới quyền thống trị của Đảng Phát xít Quốc gia Ý do Thủ tướng Benito Mussolini lãnh đạo, từ năm 1922 đến năm 1943. Từ "phát xít" trong tiếng Việt (phát âm theo tiếng Pháp "fascisme") xuất phát từ "fascio" trong tiếng Ý nghĩa là "cái bó" (chiếc rìu lệnh của người La Mã xưa có cán bó). Chủ nghĩa phát xít Ý được xem là hình mẫu cho các hình thức chủ nghĩa phát xít khác. Phát xít Ý cùng Đức Quốc xã và Đế quốc Nhật Bản hợp thành phe Trục trong Thế chiến II.

## Bối cảnh hình thành
Trong cuộc Chiến tranh thế giới lần thứ nhất, Vương quốc Ý nhảy vào tham chiến, về phe Đồng Minh. Vào tháng 11 năm 1918, với những chiến thắng quyết định trong trận sông Piave lần thứ hai và trận Vittorio Veneto, nước Ý đánh bại Đế quốc Áo-Hung, giành được nhiều đất như Trentino, Nam Tyrol, Trieste và Istria, cộng thêm Fiume và vài vùng khu bờ biển Dalmatia (Zara). Tuy nhiên, dân Ý lúc bấy giờ sống rất chật vật vì mất đến 600 nghìn người trong cuộc thế chiến, lạm phát, thất nghiệp lan tràn và chính phủ Ý bị mất tín nhiệm.
Nhân cơ hội này, đảng Phát xít Ý dần dần lên nắm quyền trong nước, nhà vua Ý là Vittorio Emanuele III vì sợ nội chiến và cách mạng nên phải nhượng bộ.

## Quá trình lịch sử
Trong những năm 1922 - 1923, chính phủ phát xít do Benito Mussolini cầm đầu tỏ vẻ tôn trọng và phát huy dân chủ. Nhưng sau cuộc bầu cử dối trá năm 1924, Mussolini và phe đảng thắng thế tối cao trong quốc hội và từ ngày 3 tháng 1 năm 1925 thẳng tay tiêu diệt mọi quyền tự do dân chủ.
Sau đó ông thành lập chính phủ độc tài, giành hết quyền quản lý của quốc gia về đảng chính trị duy nhất của ông, đảng Phát Xít Quốc gia. Những đảng khác đều bị cấm hoạt động, các công đoàn độc lập đều bị bác bỏ. Hệ thống đàn áp cảnh sát trị này được một số dân Ý xem là cách duy nhất để tránh sự xâm nhập của cộng sản vào nước Ý. Tuy không tàn bạo bằng hệ thống của Hitler, cảnh sát mật vụ của Mussolini khủng bố, hãm hại và thủ tiêu cả chục ngàn người chống đối.
Mussolini kế đến phát huy chủ nghĩa phát xít tại châu Âu. Những lãnh tụ độc tài như Salazar ở Bồ Đào Nha, Francisco Franco ở Tây Ban Nha và Hitler ở Đức học hỏi ít nhiều từ chính sách phát xít Ý. Một số chính trị gia tại Anh Quốc và Hoa Kỳ cũng khâm phục thay đổi ở Ý trong những năm đầu. Tuy thế, người Ý hải ngoại không mấy ủng hộ chính sách độc tài này.

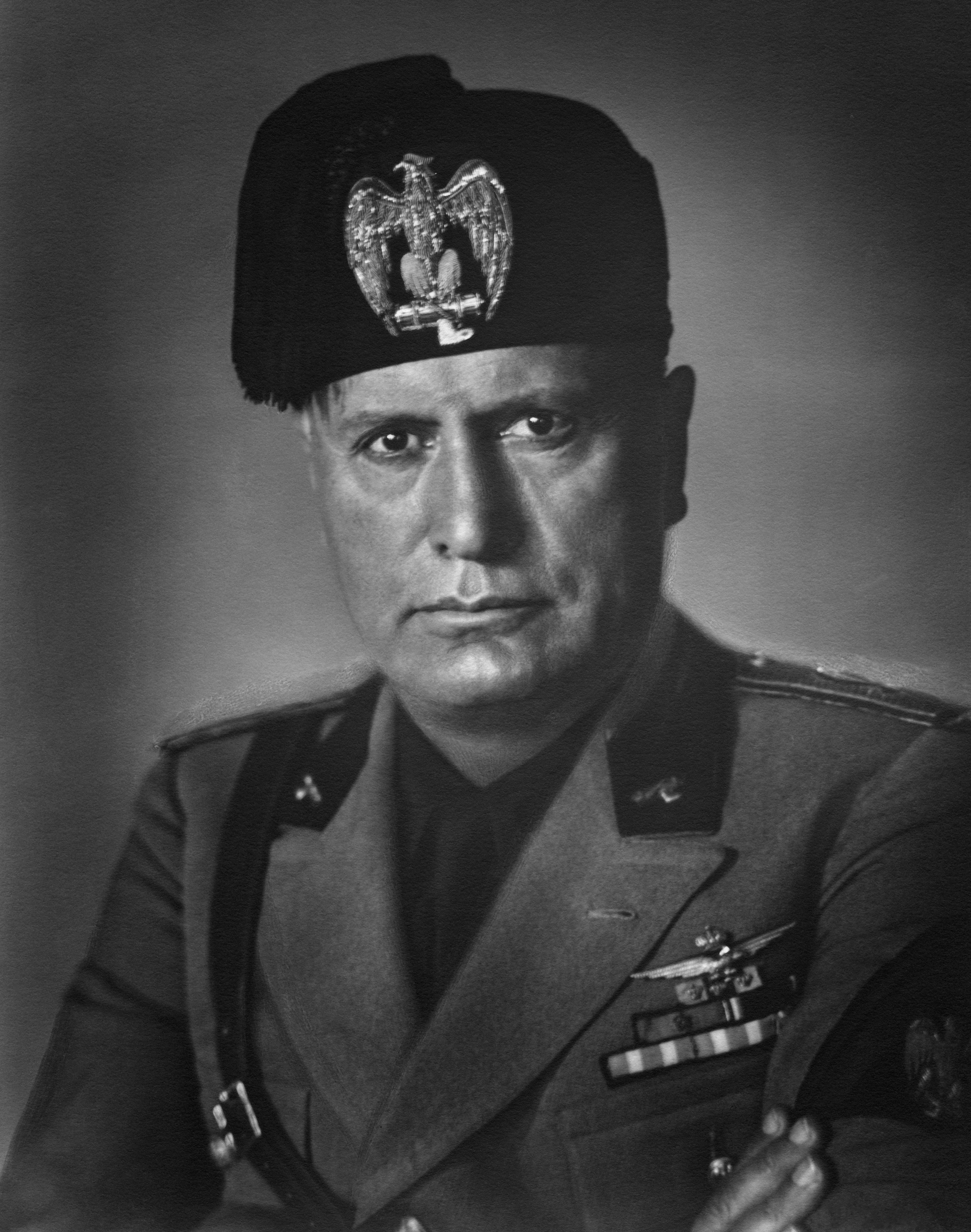
Benito Mussolini thủ tướng và lãnh tụ đảng Phát Xít Ý

Năm 1929, Mussolini thực hiện hiệp ước Bể Thánh, và chính quyền độc lập Vatican ra đời ngay trong lòng thủ đô Roma của Ý.
Năm 1935 Ý chiếm Ethiopia. Anh và Pháp lên tiếng phản đối Ý. Mussolini lúc bấy giờ bắt đầu tỏ ý theo Đức Quốc xã và ký hiệp ước liên minh với Hitler vào năm 1936 và sau đó ký kết liên minh khối Trục năm 1938. Ý ủng hộ Franco trong nội chiến Tây Ban Nha, chấp nhận Đức hoành hành Trung Âu và đồng ý khi Hitler bắt Áo sáp nhập vào Đức. Tuy nhiên tháng 10 năm 1938, Mussolini hòa giải thành công những va chạm chính trị giữa Anh, Pháp và Đức - với con mồi là Tiệp Khắc.
Tháng 4 1939, Phát xít Ý chiếm Albania nhưng tháng 9 năm đó Mussolini không cho quân Ý theo Hitler tấn công Ba Lan, viện cớ chưa chuẩn bị hàng ngũ quân đội. Khi thấy Đức thắng ở Pháp, Ý mới chính thức tham chiến vào tháng 6 năm 1940. Tuy nhiên, vì quân đội Ý không mạnh và tướng tá cũng không giỏi nên sau khi theo ngả Albania để tấn công Hy Lạp thì đã bị đẩy lui. Cũng trong năm 1940, Ý tấn công và chiếm Somalia (thuộc Anh) nhưng sau đó cũng bị quân Đồng Minh đánh bại. Tại mặt trận Bắc Phi, quân đội Ý cũng bị tấn công gần tan rã trước khi may mắn được tướng Rommel của Đức cứu thoát.

## Kết thúc
Sau khi đại bại tại nhiều mặt trận, Ý bị quân đồng minh tấn công vào tháng 5 1943. Tháng 7 năm 1943, vua Ý Vittorio Emanuele III lật đổ chính phủ của Mussolini và ra lệnh truy nã nhà độc tài. Tháng 9 năm 1943, Ý đầu hàng đồng minh nhưng lập tức Hitler cho quân Đức tiến vào chiếm lại. Trong hai năm sau đó, xứ Ý trở thành một chiến địa đẫm máu giữa một bên gồm quân phát xít Ý và Đức Quốc xã, bên kia là quân kháng chiến Ý và quân Đồng minh. Đến ngày 25 tháng 4 năm 1945 nước Ý mới thật sự được giải phóng và xây dựng lại hòa bình.